# Piotr Naszarkowski
Piotr Jerzy Naszarkowski (ur. 1952 w Warszawie) – polski rytownik, twórca ilustracji książkowych, ekslibrisów, grafik, banknotów oraz znaczków pocztowych.

## Życiorys
Urodził się w rodzinie artystycznej. Ojciec był architektem, matka – aktorką, a siostra – graficzką. On sam również objawiał uzdolnienia plastyczne i w 1975 rozpoczął studia w warszawskiej Akademii Sztuk Pięknych, które ukończył w 1980. Od 1978 do 1980 pracował jako twórca scenografii oraz lalek w teatrze Guliwer. W latach 80. był asystentem scenografa w Telewizji Polskiej. Podobnie jak inni artyści zrezygnował ze swojej posady w proteście przeciwko wprowadzeniu stanu wojennego. Znalazł zatrudnienie w Państwowej Wytwórni Papierów Wartościowych, choć jeszcze nie potrafił grawerować. Jednakże dzięki pomocy warsztatowej koleżanki-graficzki – Barbary Kowalskiej i własnym studiom nad pracami Czesława Słani szybko nauczył się rytowania w miedzi i stali. Rychło też zyskał uznanie w tej dziedzinie – oraz liczne zamówienia – za sprawą opublikowanego w 1983 w belgijskim magazynie „Graphia” ekslibrisu Lucas Cranach. W 1985 wykonał ryt swojego pierwszego znaczka pocztowego, przedstawiającego żaglowiec ORP Iskra, i wydanego w tym samym roku przez Pocztę Polską.
W 1989 wyjechał do Szwecji i zamieszkał w Sztokholmie, gdzie z czasem poznał swojego zaocznego mentora – Czesława Słanię. Początkowo pracował jako ilustrator, pomagając spotkanej wcześniej projektantce graficznej, Indze-Karin Ericsson, w opracowaniu plastycznym książki dla dzieci. Ericsson doprowadziła do jego pierwszego kontaktu z Pocztą Szwedzką, który zakończył się jednak niepowodzeniem. Postawiono mu bowiem warunek, że przed nawiązaniem współpracy musi nauczyć się języka szwedzkiego. Pół roku później zgłosił się ponownie i otrzymał upragniony angaż. Od tej pory czyli od 1991 nieprzerwanie rytował znaczki o różnorodnej tematyce obejmującej architekturę, portrety sławnych ludzi, faunę, florę itp. Później jego znaczek przedstawiający Gretę Garbo wygrał konkurs na „Najpiękniejszy znaczek szwedzki 2005 roku” oraz zdobył Grand Prix Europy 2005 za znaczek rytowany. Wydały go wspólnie poczty Szwecji i Stanów Zjednoczonych (obie wersje nieco różniły się technicznie). W swoim dorobku ma ponad 100 wygrawerowanych znaczków pocztowych.
Rytował także banknoty. W 1997 wygrawerował kilka scenek afrykańskich, wykorzystanych następnie w szeregu banknotów wyemitowanych przez Demokratyczną Republikę Konga. W 2000 i 2010 jego ryty budynków znalazły się na banknotach Dominikany i Tanzanii. Przyczynił się także do powstania szwedzkiej dwudziestokoronówki. Właśnie taki banknot z wykonanym przez niego grawerunkiem zimoziołu północnego został wyemitowany w 2015.
W 2016 Poczta Szwedzka zmieniła politykę wydawniczą i zaprzestała emisji znaczków rytowanych. To skłoniło go do podjęcia decyzji o przejściu na przedwczesną emeryturę i rezygnacji z rytownictwa.

## Wybrana twórczość

### Rytowanie znaczków pocztowych
- 40 rocznica Marynarki Wojennej PRL, 1985 (wyd. PL)
- 40 rocznica śmierci Karola Świerczewskiego, 1987 (wyd. PL)
- Kartor (seria), 1991 (wyd. SE)
- D. Walcott • Nobelpris 1992, 1992 (wyd. SE)
- Stockholm Stadshus, 1993 (wyd. SE)
- Lodjur, 1993 (wyd. SE)
- Perser, 1994 (wyd. SE)
- Astrid Lindgren, 1996 (wyd. SE)
- Ragnar Granit • Nobelpris 1967, 1996 (wyd. SE)
- Elvis Presley, 2004 (wyd. SE)
- Greta Garbo, 2005 (wyd. SE, US)
- Europa, 2011 (wyd. PL)
- 100-lecie Nagrody Nobla z chemii dla Marii Skłodowskiej–Curie, 2011 (wyd. PL, SE)
- Kanonizacja Papieża Jana Pawła II, 2014 (wyd. PL, VA)

## Nagrody i wyróżnienia
- I miejsce w konkursie na „Najpiękniejszy znaczek szwedzki 2005 roku” (Greta Garbo), 2005
- Grand Prix Europy za znaczek grawerowany (Greta Garbo), 2005
- I nagroda w Międzynarodowym Konkursie Sztuki Filatelistycznej za „Najpiękniejszą Filatelistyczną Formę Sztuki w 2011 roku” (Europa, proj. graf. Anna Niemierko, ryt. Piotr Naszarkowski), Asiago 2012[5]
- Grand Prix de L’art Philatelique Belge za „Najpiękniejszy znaczek grawerowany wydany w Unii Europejskiej w 2011 roku” (100-lecie Nagrody Nobla z chemii dla Marii Skłodowskiej-Curie – proj. graf. Marzanna Dąbrowska, ryt. Piotr Naszarkowski), Bruksela 2012[5]
- Tytuł „Najpiękniejszego znaczka świata w 2014 roku” i Medal św. Gabriela w konkursie 33. Premio Internazionale d’Arte Filatelica „San Gabriele” w kategorii znaczka o tematyce religijnej (Kanonizacja Papieża Jana Pawła II – blok, proj. graf. Marzanna i Jacek Dąbrowscy, ryt. Piotr Naszarkowski), 2015[5]

## W publikacjach
- Moi wielcy artyści – Czesław Słania • Piotr Naszarkowski • Andrzej Heidrich, aut. Zygmunt Krzysztof Jagodziński, wyd. Oficyna Wydawnicza „Rytm”, 2009